# Raymond Rouleau

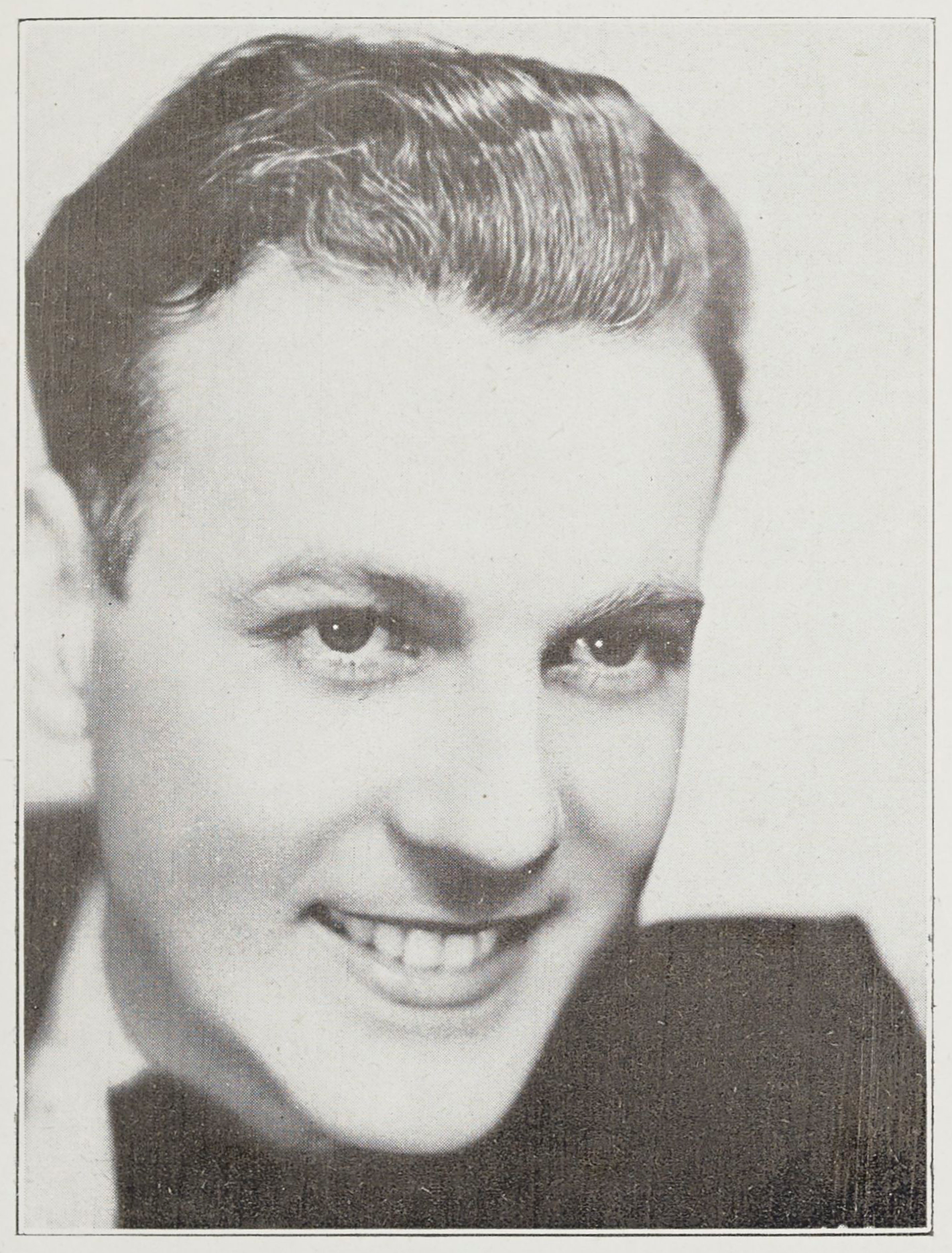
Raymond Rouleau in 1937

Raymond Rouleau, pseudoniem van Edgar Rouleau (Brussel, 4 juni 1904 – Parijs, 11 december 1981), was een Belgisch-Frans film- en theateracteur, scenarist en regisseur.

## Levensloop
Rouleau studeerde aan het Koninklijk Conservatorium in Brussel en vertrok naar Parijs om er voor het toneel te werken onder de leiding van Antonin Artaud en Charles Dullin. In de jaren dertig interesseerde hij zich voor de film en werkte hij bij Marc Allégret en Georg Wilhelm Pabst.
Als oorlogsvrijwilliger werd hij in de gezondheidsdiensten achter het front ingezet. Van juli tot september 1940 was hij krijgsgevangene.
Met Jean-Louis Barrault en Julien Bertheau stichtte hij de École de Comédie (1942-1944).
Van 1944 tot 1951 was hij directeur van het Parijse Théâtre de l'Œuvre. Hij maakte kennis met Michel Audiard, die zijn carrière als groot dialoogschrijver begon, en speelde de sprankelende rol van de journalist Georges Masse in Mission à Tanger (1949), Méfiez-vous des blondes (1950) en Massacre en dentelles (1951), allen onder regie van André Hunebelle.

## Film

### Realisator
Van 1930 tot 1976 was Rouleau een actieve regisseur van Franse films.
- Suzanne, 1932
- Une vie perdue, 1933
- Rose, 1936
- Trois, six, neuf, 1939
- Le Messager, 1937
- Le Couple idéal, 1946
- Les Sorcières de Salem, 1956 (naar het toneelstuk van Arthur Miller)
- Les Amants de Teruel, 1962
- Hedda Gabler, 1967 (televisie) (naar het toneelstuk van Henrik Ibsen)
- Ruy Blas, 1972 (naar het toneelstuk van Victor Hugo)
- Le Tour d'écrou, 1974 (naar de roman van Henry James)
- Ondine, 1976 (naar de roman van Jean Giraudoux)

### Acteur
Van 1928 tot 1956 had Rouleau een drukke activiteit als filmacteur, waarbij hij de hoofdrol of een belangrijke nevenrol speelde in meer dan vijftig films.
- L'Argent door Marcel L'Herbier, 1928
- Autour de l'argent, door Jean Dréville, documentaire, 1929
- Ce soir à huit heures door Pierre Charbonnier 1930
- Une idylle à la plage door Henri Storck 1931
- Suzanne, door Léo Joannon, 1932
- La Femme nue door Jean-Paul Paulin, 1932
- Le Jugement de minuit door Alexandre Esway en André Charlot, 1932
- Une vie perdue door Raymond Rouleau en Alexandre Esway,  1932
- Volga en flammes door Victor Tourjansky, met Danielle Darrieux, 1934
- Vers l'abîme door Hans Steinhoff en Serge Veber, 1934
- Les Beaux door Marc Allégret, 1935
- Donogoo door Reinhold Schünzel en Henri Chomette, 1936
- Le cœur dispose door Georges Lacombe, 1936
- L'Affaire Lafarge door Pierre Chenal, 1937
- Conflit door Léonide Moguy, 1938
- Le Drame de Shanghaï door Georg Wilhelm Pabst met Louis Jouvet, 1938
- Coups de feu door René Barberis, 1939
- Le Duel door Pierre Fresnay, 1939
- Documents secrets door Léo Joannon, 1940
- Premier Bal door Christian-Jaque, 1941
- Mam'zelle Bonaparte door Maurice Tourneur, 1941
- L'Assassinat du père Noël door Christian-Jaque, 1941
- La Femme que j'ai le plus aimée door Robert Vernay, 1942
- Dernier Atout door Jacques Becker, 1942
- L'Honorable Catherine door Marcel L'Herbier, 1942
- Etoiles de demain door René Guy-Grand, 1942
- Le Secret de Madame Clapain door André Berthomieu, 1943
- Monsieur des Lourdines naar Alphonse de Chateaubriant, door Pierre de Hérain, 1943
- L'aventure est au coin de la rue door Jacques Daniel-Norman, 1943
- Falbalas door Jacques Becker, 1944
- Le Couple idéal door Bernard Roland, 1945
- Dernier Refuge door Marc Maurette, 1946
- Vertiges door Richard Pottier, 1947
- L'aventure commence demain door Richard Pottier  met Isa Miranda, 1947
- Une grande fille toute simple door Jacques Manuel, 1947
- L'Inconnu d'un soir door Max Neufeld en Hervé Bromberger, 1948
- Mission à Tanger door André Hunebelle, 1949
- Les femmes sont folles door Gilles Grangier, 1950
- Méfiez-vous des blondes door André Hunebelle, 1950
- Ma femme est formidable door André Hunebelle, 1951
- Vedettes sans maquillage door Jacques Guillon, 1951
- Devoirs de vacances door Jean-Jacques Delafosse, 1951
- Tapage nocturne door Marc-Gilbert Sauvajon, 1951
- Saint-Tropez, devoir de vacances door Paul Paviot, 1952
- Massacre en dentelles door André Hunebelle, 1952
- Brelan d'as door Henri Verneuil, 1952
- Il est minuit, docteur Schweitzer door André Haguet, 1952
- Les Intrigantes door Henri Decoin, 1954
- Une fille épatante door Raoul André, 1956
- Les Sorcières de Salem door Raymond Rouleau, 1957
- Le Fric door Maurice Cloche, 1958
- La Cité de l'indicible peur door Jean-Pierre Mocky, 1964
- Deux heures à tuer door Yvan Govar, 1965

## Theater

### Auteur
- Rouleau schreef L'Admirable Visite, dat door Charles Dullin werd geregisseerd.

### Bewerker
- Virage Dangereux door John Boynton Priestley.
- Les Jours de notre vie door Andreïev, 1941
- Anna Karénine naar Tolstoj, 1952
- La Descente d'Orphée naar Tennessee Williams, 1959
- Thérèse Raquin naar Émile Zola, 1981

### Acteur
Naast zijn vele filmrollen was Rouleau ook actief op de schouwburgplanken.
- Amitié door Michel Duran, regie Raymond Rouleau, Théâtre du Marais Brussel, 1932
- Les Indifférents door Alberto Moravia, regie Paulette Pax, Théâtre de l'Œuvre, 1937
- L'Opéra de quat'sous door Bertolt Brecht, regie Francesco von Mendelssohn, Théâtre de l'Étoile, 1937
- Virage dangereux door John Boynton Priestley, Théâtre Pigalle
- Le Loup-Garou door Roger Vitrac, Thâtre des Noctambules
- Virage dangereux door John Boynton Priestley, Théâtre de l'Œuvre, 1944
- Virage dangereux door John Boynton Priestley, Théâtre de Paris, 1947
- Rue des anges door Patrick Hamilton, bewerking door Louis Verneuil, Théâtre de Paris, 1947
- Le Voleur d'enfants door Jules Supervielle, Théâtre de l'Œuvre, 1948
- Le Sourire de la Joconde door Aldous Huxley, Théâtre de l'Œuvre, 1949
- La neige était sale door Frédéric Dard naar Georges Simenon, Théâtre de l'Œuvre, 1950
- Pour le meilleur et le pire door Clifford Odets, Théâtre des Mathurins, 1955
- Virage dangereux door John Boynton Priestley, Théâtre Édouard VII, 1968
- Les Papiers d'Aspern door Michael Redgrave naar Henry James, bewerking Marguerite Duras en Robert Antelme, Théâtre des Mathurins, 1961
- Le Fil rouge door Henry Denker, Théâtre du Gymnase, 1963
- Hier à Andersonville door Alexandre Rivemale, Théâtre de Paris, 1966
- Dialogues d'exilés door Bertolt Brecht, regie Tania Balachova, Théâtre des Mathurins, 1968

### Regisseur
- Amitié door Michel Duran, Théâtre du Marais Brussel, 1931
- Amitié door Michel Duran, Théâtre des Nouveautés, 1932
- La Fleur des Pois door Édouard Bourdet, Théâtre de la Michodière, 1932
- Le Mal de la Jeunesse, Théâtre de l'Œuvre en Studio des Champs-Élysées, 1932
- L'Homme door Denys Amiel, Théâtre Saint-Georges, 1934
- Les Races door Ferdinand Bruckner, Théâtre de l'Œuvre, 1934
- Les Frénétiques door Armand Salacrou, Théâtre Daunou, 1934
- Sérénade à trois door Noël Coward, Nouvelle Comédie, 1935
- Altitude 3200 door Julien Luchaire, Théâtre de l'Étoile, 1937
- L'Opéra de quat'sous door Bertolt Brecht, regie Francesco von Mendelssohn, Théâtre de l'Étoile, 1937
- Virage dangereux door John Boynton Priestley, Théâtre Pigalle, 1938
- Britannicus door Racine, Théâtre du Gymnase, 1939
- Peau Neuve door Jean-Bernard Luc, Théâtre de l'Œuvre, 1939
- Le Loup-Garou door Roger Vitrac, Théâtre des Noctambules, 1940
- Sainte-Jeanne door George Bernard Shaw, Théâtre de l'Avenue, 1940
- Mon Royaume est sur la Terre door Jean-François Noël, Théâtre Hébertot, 1941
- La Machine à écrire door Jean Cocteau, Théâtre Hébertot, 1941
- Les Jours de notre vie door Leonid N. Andreieff, Théâtre Saint-Georges, 1941
- Le Survivant door Jean-François Noël, Comédie des Champs-Élysées, 1942
- Huis clos door Jean-Paul Sartre, Théâtre du Vieux-Colombier, 1944
- Virage dangereux door John Boynton Priestley, Théâtre de l'Œuvre, 1944
- Les Vivants door Henri Troyat, Théâtre du Vieux-Colombier, 1946
- Bonne Chance Denis door Michel Duran, Théâtre de l'Œuvre, 1946
- Huis clos door Jean-Paul Sartre, Théâtre de la Potinière, 1946
- Virage dangereux door John Boynton Priestley, Théâtre de Paris, 1947
- Rue des anges door Patrick Hamilton, Théâtre de Paris, 1947
- Le Voleur d'enfants door Jules Supervielle, Théâtre de l'Œuvre, 1948
- Le Sourire de la Joconde door Aldous Huxley, Théâtre de l'Œuvre, 1949
- Un tramway nommé Désir door Tennessee Williams, bewerking Jean Cocteau, Théâtre Édouard VII, 1949
- La neige était sale' door Frédéric Dard naar Georges Simenon, Théâtre de l'Œuvre, 1950.
- Dominique et Dominique door Jean Davray, Théâtre Michel, 1951
- Anna Karénina, naar Léon Tolstoï, Théâtre de la Renaissance, 1951
- Gigi naar Colette, 1951
- Quarante et quatre door Jean Davray, Théâtre Michel,  1952
- Les Sorcières de Salem door Arthur Miller, bewerking Marcel Aymé, Théâtre de la Ville, 1954
- Pour le meilleur et le pire door Clifford Odets, Théâtre des Mathurins, 1955
- Cyrano de Bergerac door Edmond Rostand, Théâtre de la Ville, 1956
- Virage dangereux door John Boynton Priestley, Théâtre Édouard VII, 1958
- Nous entrerons dans la carrière door René Catroux, Théâtre Edouard VII, 1958
- La Descente d'Orphée door Tennessee Williams, Théâtre de l'Athénée, 1958
- Carmen door Georges Bizet, Opéra Garnier, 1959
- Les Papiers d'Aspern door Michael Redgrave naar Henry James, bewerking Marguerite Duras en Robert Antelme, Théâtre des Mathurins, 1961
- Ruy Blas door Victor Hugo, Comédie-Française 1960
- Hedda Gabler door Henrik Ibsen, Théâtre Montparnasse, 1962
- Et jusqu'à Béthanie door Jean Giraudoux, Théâtre Montparnasse, 1963
- Le Fil rouge door Henry Denker, Théâtre du Gymnase, 1963
- Des clowns par milliers door Herb Gardner, Théâtre du Gymnase, 1963
- Lorenzaccio door Alfred de Musset, Théâtre de la Ville, 1964
- Les Oiseaux door 'Aristophanes, Théâtre de la Ville, 1965
- Notre petite ville door Thornton Wilder, Théâtre de l'Epée de Bois, 1965
- Hier à Andersonville door Alexandre Rivemale naar Saül Levitt], Théâtre de Paris, 1966
- Seule dans le noir door Frédéric Knott, Théâtre Édouard VII, 1966
- Noir sur blanc door Brice Parain, Théâtre des Mathurins, 1967
- Notre petite ville door Thornton Wilder, Théâtre Hébertot, 1968
- Les Yeux crevés door Jean Cau, Théâtre du Gymnase, 1968
- Le Prix door Arthur Miller, bewerking Thierry Maulnier, Théâtre Montparnasse, 1969
- Noces de sang door Federico García Lorca, Théâtre des Célestins, 1969
- Hadrien VII door Peter Luke, bewerking Jean-Louis Curtis, Théâtre de Paris, 1970
- Le Mari, la Femme et la Mort door André Roussin, Théâtre Marigny, 1970
- Le Songe door August Strindberg, bewerking door Maurice Clavel, Comédie-Française, 1970
- Une fille dans ma soupe door Terence Frisby, Théâtre de la Madeleine, 1970
- Malatesta door Henry de Montherlant, Comédie-Française, 1970
- Ruy Blas door Victor Hugo, Comédie-Française, 1971
- Un mari idéal door Oscar Wilde, Théâtre Marigny, 1972
- La Tête des autres door Marcel Aymé, Théâtre Marigny, 1973
- Henri IV doore Luigi Pirandello, Comédie-Française,  1973
- Ondine door Jean Giraudoux, Comédie-Française, 1974
- Le Verre d'eau door Eugène Scribe, Comédie-Française, 1976
- La Nuit des tribades et La Plus Forte door Per Olov Enquist en August Strindberg, Petit Théâtre de Paris, 1978
- Hôtel particulier door Pierre Chesnot, Théâtre de Paris, 1978
- La Fraicheur de l'aube door Herb Gardner, Théâtre de l'Athénée, 1979
- Thérèse Raquin door Émile Zola, Théâtre de l'Ouest parisien, 1981

## Privé
Rouleau trouwde driemaal, telkens met een actrice.
- Tania Balachova (1902-1973)
- Françoise Lugagne (1914-1991), met wie hij twee zoons had: Philippe Rouleau en Fabrice Rouleau
- Françoise Crémieux (1939-2014)